# Kanton Beuzeville
Beuzeville is een kanton van het Franse departement Eure. Het kanton maakt deel uit van het arrondissement Bernay.

## Gemeenten
Het kanton Beuzeville omvatte tot 2014 de volgende 16 gemeenten:
- Berville-sur-Mer
- Beuzeville (hoofdplaats)
- Boulleville
- Conteville
- Fatouville-Grestain
- Fiquefleur-Équainville
- Fort-Moville
- Foulbec
- La Lande-Saint-Léger
- Manneville-la-Raoult
- Martainville
- Saint-Maclou
- Saint-Pierre-du-Val
- Saint-Sulpice-de-Grimbouville
- Le Torpt
- Vannecrocq

Bij de herindeling van de kantons door het decreet van 25 februari 2014, met uitwerking op 22 maart 2015, werd het kanton uitgebreid met 46 gemeenten, namelijk de volledige kantons Cormeilles, Thiberville, en Saint-Georges-du-Vièvre.

Op 1 januari 2019 werden de gemeenten Saint-Georges-du-Mesnil e Saint-Jean-de-la-Léqueraye samengevoegd tot de fusiegemeente (commune nouvelle) Le Mesnil-Saint-Jean.

Sindsdien omvat het kanton volgende 61 gemeenten:
- Asnières
- Bailleul-la-Vallée
- Barville
- Bazoques
- Berville-sur-Mer
- Beuzeville
- Le Bois-Hellain
- Boissy-Lamberville
- Boulleville
- Bournainville-Faverolles
- La Chapelle-Bayvel
- La Chapelle-Hareng
- Conteville
- Cormeilles
- Drucourt
- Duranville
- Épaignes
- Épreville-en-Lieuvin
- Fatouville-Grestain
- Le Favril
- Fiquefleur-Équainville
- Folleville
- Fontaine-la-Louvet
- Fort-Moville
- Foulbec
- Fresne-Cauverville
- Giverville
- Heudreville-en-Lieuvin
- La Lande-Saint-Léger
- Lieurey
- Manneville-la-Raoult
- Martainville
- Le Mesnil-Saint-Jean
- Morainville-Jouveaux
- Noards
- La Noë-Poulain
- Piencourt
- Les Places
- Le Planquay
- La Poterie-Mathieu
- Saint-Aubin-de-Scellon
- Saint-Benoît-des-Ombres
- Saint-Christophe-sur-Condé
- Saint-Étienne-l'Allier
- Saint-Georges-du-Vièvre
- Saint-Germain-la-Campagne
- Saint-Grégoire-du-Vièvre
- Saint-Maclou
- Saint-Mards-de-Fresne
- Saint-Martin-Saint-Firmin
- Saint-Pierre-de-Cormeilles
- Saint-Pierre-des-Ifs
- Saint-Pierre-du-Val
- Saint-Siméon
- Saint-Sulpice-de-Grimbouville
- Saint-Sylvestre-de-Cormeilles
- Saint-Vincent-du-Boulay
- Le Theil-Nolent
- Thiberville
- Le Torpt
- Vannecrocq